# Sandøya, Telemark
Sandøya är en ö och en tätort öster om staden Brevik i Porsgrunns kommun i Telemark fylke i södra Norge. Ön omfattar en areal om 1,4 km², och den högsta punkten är "Kulåsen" (60 m ö.h.). Tätorten ligger i den sydvästra delen av ön och hade 307 invånare den 1 januari 2011.. 
Det finns inga insjöar på ön. Sandøya är omgiven av Breviksfjorden, Eidangerfjorden och Ormefjorden. Här finns bland annat en skola för mindre barn och färjeförbindelse till Brevik. En mängd fritidshus samt en campingplats gör att öns folkmängd mångdubblas om sommaren.

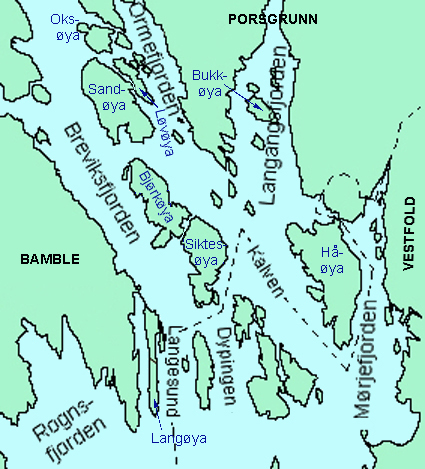
Grenlandsskärgården.

### Fotnoter
1. ↑  Statistisk sentralbyrå. Tettsteder. Folkemengde og areal, etter kommune. 1. januar 2011